# أنديرس ماغنوس
أنديرس ماغنوس (بالبوكمول: Anders Magnus) هو صحفي نرويجي، ولد في 10 أبريل 1952.

## وصلات خارجية
- أنديرس ماغنوس على موقع IMDb (الإنجليزية)